# Langenhain (Wehretal)
Langenhain ist ein Ortsteil der Gemeinde Wehretal im nordhessischen Werra-Meißner-Kreis.

## Geographie
Das Straßendorf Langenhain liegt an den Westausläufern des waldreichen Hundsrückens im Tal der Wehre, ca. 5 km südsüdwestlich von Eschwege und 2,6 km südöstlich der Gemeindeverwaltung in Reichensachsen. Die Kirche liegt nördlich der Durchgangsstraße in exponierter Lage. Die jüngere Siedlungsentwicklung erfolgte entlang der nördlich parallel zur Hauptstraße verlaufenden Weinbergsstraße. Das Gebiet des Ortsteils besteht aus der Gemarkung Langenhain, im äußersten Südosten des Gemeindegebiets, mit einer Fläche von 1068 Hektar, davon sind 501 Hektar Wald.
In der Gemarkung liegen die folgenden aktuellen und historischen Siedlungsplätze:
- Hof Blaue Kuppe[3]
- Wüstung Blumenthal[4]
- Forsthaus Hundsrück[5]
- Wüstung Hermsdorf[6]
- Wüstung Lautenbach[7]
- Domäne Lautenbach[8]

Die Ortslage befindet sich auf 227 bis 278 m ü. NHN und der höchste Punkt ist der Hundsrück mit 478 Meter Höhe an der nordöstlichen Gemarkungsgrenze zu Eschwege. An den Ortsteil Langenhain grenzen, von Norden beginnend, im Uhrzeigersinn, Wehretal-Reichensachsen und die Stadt Eschwege, im Nordosten ebenfalls die Stadt Eschwege, im Nordosten die Gemeinde Weißenborn, im Süden die Ringgauer Ortsteile Röhrda und Datterode und Westen Wehretal-Reichensachsen. Durch den Ort beläuft, von Reichensachsen kommend, die Kreisstraße 7, die am östlichen Ortsrand auf die Landesstraße 3424 trifft. Diese verbindet Eschwege im Süden mit Weißenborn im Südosten.

## Geschichte

### Ortsgeschichte
Die älteste bekannte schriftliche Erwähnung von Langenhain erfolgte unter dem Namen Langenhagen im Jahr 1236. Weitere Erwähnungen erfolgten unter den Ortsnamen (in Klammern das Jahr der Erwähnung): Langenhayn (1332), Haghen (1343), Hayn an deme Hundsrucke (1365), Hain (1696), Langen-Hain und Langen-Hagen (später).
Das Dorf hatte bereits früh eine Kirche, denn 1253 wird ein Pleban genannt, 1492 eine Kirche. im Jahr 1332 übertrug Heinrich genannt von Honsten, Burgmann in Boyneburg, den Augustinern zu Eschwege zu ewigem Besitz die von ihm zu Lehen gehenden Gefälle im Dorfe Langenhain. Das Augustinerkloster Eschwege war der wichtigste Grundherr in Langenhain. Nach Aufhebung des Klosters im Zuge der Reformation fielen die Güter in Langenheim an die von Boyneburg-Hohenstein. Im Jahr 1438 empfingen die Brüder Hermann und Hans Diethe von Landgraf Ludwig von Hessen ihre Gülten und Zinsen in Langenhain als Mannlehen. Die Gerichtsbarkeit über den Ort lag, bis zu deren Aussterben 1792, bei den Herren von Boyneburg, denen in einem Vertrag von 1602 die Landgrafschaft Hessen-Kassel hier sogar die peinliche Gerichtsbarkeit überließ. Kirchenpatrone waren die von Boyneburg-Hohenstein, von deren Erben das Patronat 1803 dem Landesherrn überlassen wurde. Ursprünglich zum Amt Eschwege gehörig, kam der adlige Ort 1654 zum landgräflichen Amt Bischhausen. Ab 1821 gehörte Langenhain zum Kreis Eschwege.
Hessische Gebietsreform (1970–1977)
Zum 1. April 1972 wurde die bis dahin selbständige Gemeinde Langenhain im Zuge der Gebietsreform in Hessen auf freiwilliger Basis in die Gemeinde Wehretal eingegliedert.
Für den Ortsteil Langenhain wurde ein Ortsbezirk mit Ortsbeirat und Ortsvorsteher nach der Hessischen Gemeindeordnung eingerichtet.

### Verwaltungsgeschichte im Überblick
Die folgende Liste zeigt die Staaten und Verwaltungseinheiten, denen Langenhain angehört(e):
- 1340: Heiliges Römisches Reich, Landgrafschaft Thüringen, Lehen der Boyneburger
- vor 1567: Heiliges Römisches Reich, Landgrafschaft Hessen, Amt Eschwege, Samtgericht Boyneburg
- ab 1567: Heiliges Römisches Reich, Landgrafschaft Hessen-Kassel, Amt Eschwege, Samtgericht Boyneburg
  - 1627–1834: Landgrafschaft Hessen-Rotenburg (sogenannte Rotenburger Quart), teilsouveränes Fürstentum unter reichsrechtlicher Oberhoheit der Landgrafschaft Hessen-Kassel bzw. des Kurfürstentums Hessen, Amt Eschwege, Dorf derer von Boyneburg-Hohenstein („adelige Quart“)
- ab 1654: Heiliges Römisches Reich, Landgrafschaft Hessen-Kassel, Amt Bischhausen, Samtgericht Boyneburg
- ab 1792: Heiliges Römisches Reich, Landgrafschaft Hessen-Kassel, Amt Bischhausen
- ab 1803: Heiliges Römisches Reich, Kurfürstentum Hessen, Amt Bischhausen
- ab 1806: Kurfürstentum Kessen, Amt Bischhausen
- 1807–1813: Königreich Westphalen, Departement der Werra, Distrikt Eschwege, Kanton Reichensachsen
- ab 1814: Kurfürstentum Hessen, Amt Bischhausen[12]
- ab 1821/22: Kurfürstentum Hessen, Provinz Niederhessen, Kreis Eschwege[13][Anm. 1]
- ab 1848: Kurfürstentum Hessen, Bezirk Eschwege
- ab 1851: Kurfürstentum Hessen, Provinz Niederhessen, Kreis Eschwege
- ab 1867: Königreich Preußen, Provinz Hessen-Nassau, Regierungsbezirk Kassel, Kreis Eschwege
- ab 1871: Deutsches Reich, Königreich Preußen, Provinz Hessen-Nassau, Regierungsbezirk Kassel, Kreis Eschwege
- ab 1918: Deutsches Reich, Freistaat Preußen, Provinz Hessen-Nassau, Regierungsbezirk Kassel, Kreis Eschwege
- ab 1944: Deutsches Reich, Freistaat Preußen, Provinz Kurhessen, Landkreis Eschwege
- ab 1945: Deutsches Reich, Amerikanische Besatzungszone, Groß-Hessen, Regierungsbezirk Kassel, Landkreis Eschwege
- ab 1946: Deutsches Reich, Amerikanische Besatzungszone, Hessen, Regierungsbezirk Kassel, Landkreis Eschwege
- ab 1949: Bundesrepublik Deutschland, Hessen, Regierungsbezirk Kassel, Landkreis Eschwege
- ab 1972: Bundesrepublik Deutschland, Hessen, Regierungsbezirk Kassel, Landkreis Eschwege, Gemeinde Wehretal
- ab 1974: Bundesrepublik Deutschland, Hessen, Regierungsbezirk Kassel, Werra-Meißner-Kreis, Gemeinde Wehretal

### Gerichte
Die Gerichtsbarkeit über Langenhain wurde im Mittelalter durch das Gericht Boyneburg ausgeübt. Nach langen Rechtstreirigkeitden zwischen der Herren von Boyneburg kam es 1449 zu einem Vergleich, und ab 1460 hielten die von Boyneburg die Burg und den dazu gehörigen ehemaligen Reichsbesitz als landgräflich-hessisches Erblehen. Mit dem Aussterben der Herren von Boyneburg-Hohenstein 1792 ging das Gericht an das Kurfürstentum Hessen, die es dem Amt Bischhausen zuschlug.
Die weitere Zuständigkeit entwickelte sich wie folgt:
- 1807–1813: Friedensgericht Reichensachsen im Königreich Westphalen[Anm. 2]
- 1814–1818: Amt Bischhausen
- 1822: Justizamt Eschwege erste Instanz, zweite Instanz Obergericht für die Provinz Niederhessen
- 1834: Justizamt Eschwege II erste Instanz, zweite Instanz Obergericht für die Provinz Niederhessen
- 1867: Amtsgericht Eschwege (nach der Annexion durch Preußen), zweite Instanz Kreisgericht Kassel
- 1879: Amtsgericht Eschwege erste Instanz (durch das Reichsjustizgesetze), zweite Instanz Landgericht Kassel

## Bevölkerung

### Einwohnerstruktur 2011
Nach den Erhebungen des Zensus 2011 lebten am Stichtag, dem 9. Mai 2011, in Langenhain 588 Einwohner. Darunter waren 3 (0,5 %) Ausländer.
Nach dem Lebensalter waren 93 Einwohner unter 18 Jahren, 216 zwischen 18 und 49, 147 zwischen 50 und 64 und 135 Einwohner waren älter. Die Einwohner lebten in 258 Haushalten. Davon waren 63 Singlehaushalte, 84 Paare ohne Kinder und 84 Paare mit Kindern, sowie 24 Alleinerziehende und 3 Wohngemeinschaften. In 63 Haushalten lebten ausschließlich Senioren und in 126 Haushaltungen lebten keine Senioren.

### Einwohnerentwicklung
Quelle: Historisches Ortslexikon
- 1585: 20 Haushaltungen mit circa 100 Einwohnern
- nach 1648: noch circa 30 Einwohner (Kriegsverwüstung)
- 1747: 39 Haushaltungen

| Langenhain: Einwohnerzahlen von 1834 bis 2023 | Langenhain: Einwohnerzahlen von 1834 bis 2023 | Langenhain: Einwohnerzahlen von 1834 bis 2023 | Langenhain: Einwohnerzahlen von 1834 bis 2023 | Langenhain: Einwohnerzahlen von 1834 bis 2023 |
| --- | --------------------------------------------- | --------------------------------------------- | --------------------------------------------- | --------------------------------------------- |
| Jahr |                                               |                                               |                                               | Einwohner                                     |
| 1834 | 1834                                          |                                               | 298                                           | 298                                           |
| 1840 | 1840                                          |                                               | 327                                           | 327                                           |
| 1846 | 1846                                          |                                               | 384                                           | 384                                           |
| 1852 | 1852                                          |                                               | 420                                           | 420                                           |
| 1858 | 1858                                          |                                               | 448                                           | 448                                           |
| 1864 | 1864                                          |                                               | 458                                           | 458                                           |
| 1871 | 1871                                          |                                               | 390                                           | 390                                           |
| 1875 | 1875                                          |                                               | 419                                           | 419                                           |
| 1885 | 1885                                          |                                               | 452                                           | 452                                           |
| 1895 | 1895                                          |                                               | 446                                           | 446                                           |
| 1905 | 1905                                          |                                               | 431                                           | 431                                           |
| 1910 | 1910                                          |                                               | 450                                           | 450                                           |
| 1925 | 1925                                          |                                               | 468                                           | 468                                           |
| 1939 | 1939                                          |                                               | 487                                           | 487                                           |
| 1946 | 1946                                          |                                               | 641                                           | 641                                           |
| 1950 | 1950                                          |                                               | 673                                           | 673                                           |
| 1956 | 1956                                          |                                               | 626                                           | 626                                           |
| 1961 | 1961                                          |                                               | 612                                           | 612                                           |
| 1967 | 1967                                          |                                               | 632                                           | 632                                           |
| 1970 | 1970                                          |                                               | 627                                           | 627                                           |
| 1987 | 1987                                          |                                               | 647                                           | 647                                           |
| 2000 | 2000                                          |                                               | ?                                             | ?                                             |
| 2011 | 2011                                          |                                               | 588                                           | 588                                           |
| 2023 | 2023                                          |                                               | 593                                           | 593                                           |
| Datenquelle: Historisches Gemeindeverzeichnis für Hessen: Die Bevölkerung der Gemeinden 1834 bis 1967. Wiesbaden: Hessisches Statistisches Landesamt, 1968. Weitere Quellen: bis 1987; Gemeinde Wehretal; Zensus 2011 |                                               |                                               |                                               |                                               |

### Historische Religionszugehörigkeit
| Quelle: Historisches Ortslexikon |                                                                    |
| • 1885:                          | 436 evangelische (= 100 %) Einwohner                               |
| • 1961:                          | 525 evangelische (= 85,78 %), 76 katholische (= 12,46 %) Einwohner |

## Religion
Kirchengebäude
in den Jahren 1492 und 1530 wurde eine Kirche in Langenhain erwähnt. Die evangelische Kirche ist ein 1837 von Johann Friedrich Matthei errichteter Saalbau im Typus der reformierten Querkirchen mit weitgehend erhaltener Ausstattung der Bauzeit. Die Orgel stammt von 1908 und 1960 wurde die Kirche renoviert.
Bekenntniswechsel
Der erster gekannte evangelischer Pfarrer war Johann Stein um das Jahr 1556. Er war ein ehemaliger katholischer Priester.
Pfarrzugehörigkeit
- Kirchenpatrone waren die Herren von Boyneburg-Hohenstein, von deren Erben das Patronat 1803 dem Landesherrn überlassen wurde.
- Im 16. Jahrhundert hatte Langenhain ein Vikariat, zeitweise auch einen eigenen Pfarrer.
- Nach der Reformation hat Langenhain eine Protestantische Pfarrei bis 1637, seitdem hat der Ort mit einigen Unterbrechungen Filialort von Reichensachsen.
- 1986 wird Langenhain aus dem Kirchspiel Reichensachsen aus- und in das Kirchspiel Oetmannshausen eingegliedert.

## Politik
Für Langenhain besteht ein Ortsbezirk (Gebiete der ehemaligen Gemeinde Langenhain) mit Ortsbeirat und Ortsvorsteher nach der Hessischen Gemeindeordnung.
Der Ortsbeirat besteht aus fünf Mitgliedern. Bei den Kommunalwahlen in Hessen 2021 betrug die Wahlbeteiligung zum Ortsbeirat 65,0 %. Alle Kandidaten gehörten der Liste „Wir für Langenhain“ an. Der Ortsbeirat wählte Klaus Holger Wennemuth zum Ortsvorsteher.

## Wirtschaft und Infrastruktur
- Im Ort gibt es ein Bürgerhaus, zwei Gaststätten, eine Grillhütte und einen Bolzplatz, Kinderspielplätze und eine evangelische Kirche, sowie einen Jugendraum.
- In Ortsnähe befinden sich das Naturdenkmal und NSG "Blaue Kuppe" (Vulkankegel), der Modellflugplatz „Blaue Kuppe“ und der Segelflugplatz "Stauffenbühl"
- Der öffentliche Personennahverkehr wird durch die Busse der Linie 234 des NVV sichergestellt.

## Persönlichkeiten
- Heinrich Vaupel (1805–1875), Bürgermeister und Mitglied der kurhessischen Ständeversammlung